# Shao Jingwen
Shao Jingwen (chiń. upr. 邵静雯; chiń. trad. 邵靜雯; pinyin Shào Jìngwén; ur. 8 września 1973) – chińska lekkoatletka, skoczkini o tyczce.
29 stycznia 1993 w niemieckim Zweibrücken wyrównała wynikiem 3,85 halowy rekord świata (ustanowiony na tych samych zawodach przez jej rodaczkę Sun Caiyun).